# Dorfkirche Allmosen

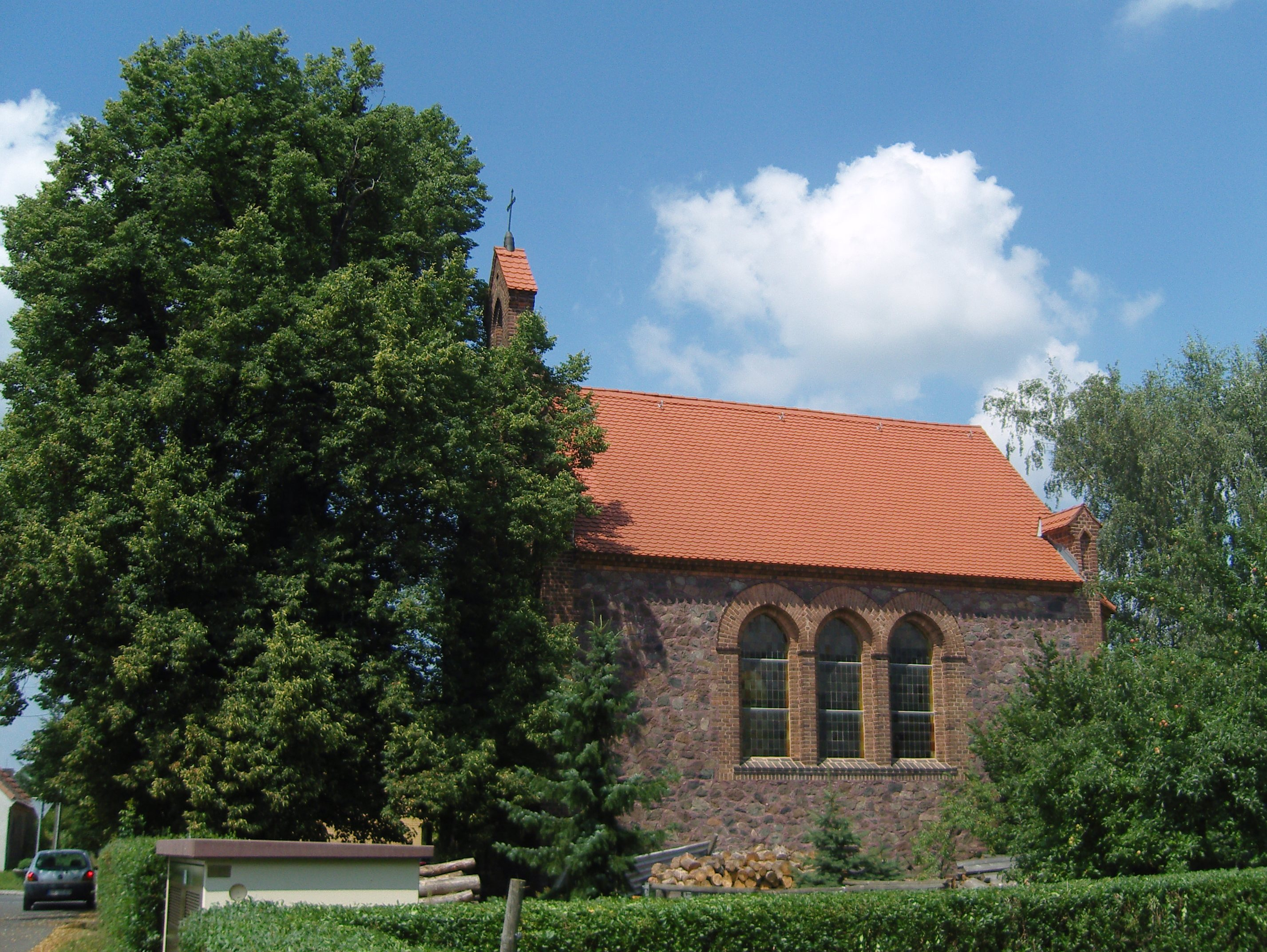
Dorfkirche Allmosen (2009)

Die Dorfkirche Allmosen ist das Kirchengebäude im Ortsteil Allmosen der Stadt Großräschen im Landkreis Oberspreewald-Lausitz in Brandenburg. Es gehört der Kirchengemeinde Sedlitz im Kirchenkreis Niederlausitz, der Teil der Evangelischen Kirche Berlin-Brandenburg-schlesische Oberlausitz ist. Die ursprünglich als Kapelle gebaute Kirche steht unter Denkmalschutz.

## Architektur und Geschichte
Die Kirche in Allmosen wurde in den Jahren 1867 und 1868 im Stil der Neugotik gebaut und am 5. August 1868 geweiht. Der kleine Saalbau aus Raseneisenstein und Backstein hat eine polygonale Apsis im Osten und im Westen einen als Staffelgiebel ausgeführten Glockengiebel. An den Längswänden des Kirchenschiffs befinden sich Dreifenstergruppen mit Spitzbogenfenstern. Die Glocke der Kirche wurde 1867 aus Gemeindemitteln beschafft. 1954 wurde die Kirche renoviert. Nach der Wiedervereinigung wurde die Kirche 1991 nach historischem Vorbild neu gefasst und erhielt drei neue Bleiglasfenster. 2004 wurde die Kirche mit den den Eingang flankierenden Linden unter Denkmalschutz gestellt.
Im Jahr 1891 kaufte die Kirchengemeinde Allmosen eine Orgel des Orgelbauers Robert Uibe aus Neuzelle. Die Orgel hat sieben Register.

## Kirchengemeinde
Im 19. Jahrhundert gehörte Allmosen mit dem dorthin eingepfarrten Bahnsdorf als Filialkirche zur Kirchengemeinde Petershain. Als der sorbische Volkskundler Arnošt Muka die Kirchengemeinde im Jahr 1884 besuchte, hatten Allmosen und Bahnsdorf zusammen 632 Einwohner, davon waren 231 Sorben (36,6 Prozent) und 401 Deutsche. Die sorbischsprachigen Gottesdienste in Allmosen waren bereits 1842 nach dem Tod des Pfarrers Jan Bjedrich Dallwitz endgültig eingestellt worden. Bereits Dallwitz hatte auf Weisung des Kollators nur noch an hohen Feiertagen auf Sorbisch gepredigt, nach seinem Tod wurde die Pfarrstelle – entgegen dem Willen der Kirchengemeinde – mit einem deutschen Pfarrer besetzt.
Bis 1945 gehörte Allmosen zur Evangelischen Landeskirche der älteren Provinzen Preußens, danach kam die Gemeinde zur Evangelischen Kirche in Berlin-Brandenburg. Sie war dort dem Kirchenkreis Senftenberg und ab dem 1. Juli 1998 dem Kirchenkreis Senftenberg-Spremberg unterstellt. Am 1. Januar 2004 schlossen sich die Evangelische Kirche in Berlin-Brandenburg und die Evangelische Kirche der schlesischen Oberlausitz zur Evangelischen Kirche Berlin-Brandenburg-schlesische Oberlausitz zusammen. Seit der Auflösung des Kirchenkreises Senftenberg-Spremberg am 1. Januar 2020 gehört Allmosen zum Kirchenkreis Niederlausitz.